# Castéra-Verduzan
Castéra-Verduzan is een gemeente in het Franse departement Gers (regio Occitanie). De plaats maakt deel uit van het arrondissement Condom. Castéra-Verduzan telde op 1 januari 2022 1.042 inwoners.

## Geografie
De oppervlakte van Castéra-Verduzan bedroeg op 1 januari 2022 19,82 vierkante kilometer; de bevolkingsdichtheid was toen 52,6 inwoners per km².

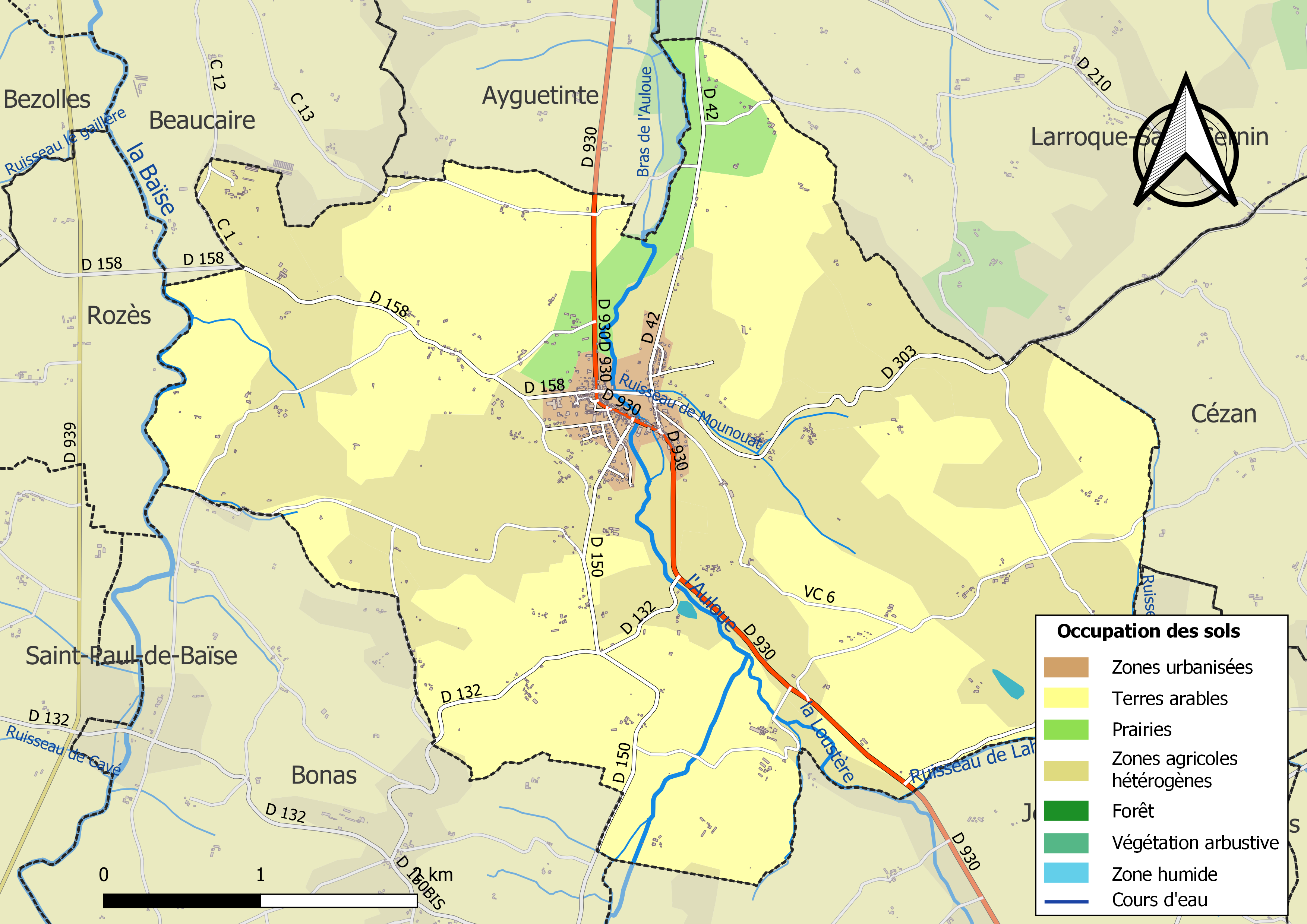
Kaart van de gemeente met belangrijkste infrastructuur, bodemgebruik en omliggende gemeenten

## Demografie
Onderstaande figuur toont het verloop van het inwonertal (bron: INSEE-tellingen).

## Vervoer
In de gemeente staat een spoorwegviaduct. De spoorlijn Condom-Castéra-Verduzan werd in 1939 al gesloten voor reizigersverkeer.

## Geboren
- Odilon Lannelongue (1840-1911), arts